# Richie Omorowa
Efosa Richie Omorowa (Stockholm, 30 maart 2004) is een Zweeds-Ivoriaans voetballer die doorgaans speelt als spits. In juli 2025 verruilde hij Excelsior voor Samsunspor.

## Clubcarrière
Omorowa speelde in de jeugd van Akropolis IF en was vanaf 2013 actief in de opleiding van AIK Fotboll. In de zomer van 2021 maakte de aanvaller de overstap naar IF Brommapojkarna. In zijn eerste halve seizoen zat hij twee keer op de bank zonder in te vallen, waarna hij op 23 mei 2022 zijn debuut mocht maken op bezoek bij Halmstads BK, dat door doelpunten van Simon Kroon en Alexander Johansson met 2–0 te sterk was. Omorowa mocht tien minuten voor het einde van de reguliere speeltijd als invaller zijn entree maken. Zijn eerste doelpunt maakte de aanvaller op 20 augustus van dat jaar, toen hij op bezoek bij Östersunds FK voor de beslissende 2–3 zorgde in de blessuretijd van de tweede helft.
Aan het einde van 2022 promoveerde Brommapojkarna als kampioen naar de Allsvenskan. Na negen wedstrijden op dat niveau nam Excelsior Omorowa over en hij zette zijn handtekening onder een verbintenis voor de duur van twee seizoenen, met een optie op een jaar extra. Die zomer kwamen ook landgenoten Casper Widell en Oscar Uddenäs naar Excelsior. Zijn debuut voor Excelsior maakte hij op 13 augustus 2023. Er werd gespeeld op bezoek bij N.E.C. en Omorowa mocht invallen, waarna hij de winnende 3–4 maakte. Aan het einde van het seizoen 2023/24 degradeerde Excelsior naar de Eerste divisie. Op dat niveau maakte hij na de winterstop zijn tiende treffer van het seizoen, waarna Excelsior de optie in zijn contract lichtte.
Ondanks het verlengen van zijn contract vertrok Omorowa toch in de zomer van 2025. Samsunspor nam de aanvaller over van Excelsior en verhuurde hem direct tot het einde van het kalenderjaar aan Degerfors IF.

## Clubstatistieken
| Seizoen | Club              | Competitie     | Competitie | Competitie | Beker | Beker | Internationaal | Internationaal | Nacompetitie | Nacompetitie | Totaal | Totaal |
| Seizoen | Club              | Competitie     | Wed.       | Dlp.       | Wed.  | Dlp.  | Wed.           | Dlp.           | Wed.         | Dlp.         | Wed.   | Dlp.   |
| ------- | ----------------- | -------------- | ---------- | ---------- | ----- | ----- | -------------- | -------------- | ------------ | ------------ | ------ | ------ |
| 2022    | IF Brommapojkarna | Superettan     | 14         | 3          | 1     | 0     | —              | —              | —            | —            | 15     | 3      |
| 2023    | IF Brommapojkarna | Allsvenskan    | 9          | 1          | 3     | 1     | —              | —              | —            | —            | 12     | 2      |
| 2023/24 | Excelsior         | Eredivisie     | 22         | 2          | 0     | 0     | —              | —              | 2            | 0            | 24     | 2      |
| 2024/25 | Excelsior         | Eerste divisie | 27         | 10         | 2     | 1     | —              | —              | —            | —            | 29     | 11     |
| 2025/26 | Samsunspor        | Süper Lig      | —          | —          | —     | —     | —              | —              | —            | —            | —      | —      |
| 2025    | → Degerfors IF    | Allsvenskan    | 2          | 0          | 0     | 0     | —              | —              | —            | —            | 2      | 0      |
| Totaal  | Totaal            | Totaal         | 74         | 16         | 6     | 2     | 0              | 0              | 2            | 0            | 82     | 18     |

Bijgewerkt op 20 augustus 2025.

## Erelijst
| Superettan | 1 | 2022 |